# Idioma hoti
El idioma hoti (también joti, hodï , waruwaru, yuwana o shikana) es una lengua aislada hablada por los hoti en la zona del Estado Amazonas, Venezuela. Más específicamente, al este y noreste de San Juan de Manapiare.

## Clasificación
El hoti es una lengua de difícil clasificación y no existe acuerdo sobre cual es su parentesco. Según Migliazzi, hay un 20 % de léxico similar al yanomamö.
Por la larga vecindad, registra frecuentes intercambios de palabras con la lengua piaroa, de la familia sáliba, y Coppens señala la posibilidad de un parentesco genético entre el hoti y esa familia. La misma opinión sostienen Egleé y Stanford Zent. Jolkesky (2016) va un poco más allá propone incluir el hoti, la familia sáliba-piaroa, en una rama de una nueva familia, que inicialmente denominó "macrofamilia daha", y que incluía también el ticuna y el andoque. Posteriormente, revisó los datos y renombró a la nueva familia como "macrofamilia duho", incluyendo el yurí y excluyendo el andoque.
Otros investigadores han encontrado similitudes léxicas con las lenguas makú y han propuesto clasificar el idioma hoti dentro de la familia Puinave-Makú.

## Fonología
El primer análisis fonológico fue realizado por Diana Vilera:
Vocales
|          | orales  | orales    | orales   | nasales | nasales   | nasales |
| anterior | central | posterior | anterior | central | posterior |         |
| -------- | ------- | --------- | -------- | ------- | --------- | ------- |
| cerradas | i       | ɨ         | u        | ĩ       | ɨ͂         | ũ       |
| medias   | e       | ɘ         | o        | ẽ       | ɘ͂         | õ       |
| abiertas |         | a         |          |         | ã         |         |

Consonantes
|                   | labial   | labial | alveolar | alveolar | palatal  | palatal | velar    | velar  | labiovelar | labiovelar | glotal   | glotal |
| simple            | aspirada | simple | aspirada | simple   | aspirada | simple  | aspirada | simple | aspirada   | simple     | aspirada |        |
| ----------------- | -------- | ------ | -------- | -------- | -------- | ------- | -------- | ------ | ---------- | ---------- | -------- | ------ |
| oclusivas sordas  |          |        | t        | ʰt       | ç        | ʰç      | k        | ʰk     | kʷ         | ʰkʷ        | ʔ        |        |
| oclusivas sonoras | b        | ʰb     | d        | ʰd       | J        | ʰJ      |          |        |            |            |          |        |
| fricativas        |          |        |          |          |          |         |          |        |            |            |          | h      |
| vibrantes         |          |        | ɾ        | ʰɾ       |          |         |          |        |            |            |          |        |
| aproximantes      | w        | ʰw     |          |          | j        | ʰj      |          |        |            |            |          |        |

Las oclusivas sonoras entre vocales nasales se realizan como nasales [m n ɲ].
Miguel Marcello Quatra no considera como fonemas kʷ ni ʰkʷ. Su análisis registra la lateral /l/ en vez da vibrante ɾ.